# Antje Widdra
Antje Widdra (* 1974 in Bad Saarow) ist eine deutsche Schauspielerin.

## Leben
Antje Widdra wurde als Tochter einer Bankkauffrau geboren und lebte ab 1982 in Berlin-Köpenick. 1997 schloss sie ihre schauspielerische Ausbildung an der Hochschule für Musik und Theater in Leipzig mit dem Diplom ab. Bereits während ihrer Ausbildung spielte sie am Deutschen Nationaltheater Weimar, daran anschließend hatte sie von 1997 bis 2001 ein Engagement am Staatsschauspiel Dresden, wo sie u. a. in Bernarda Albas Haus, Die heilige Johanna der Schlachthöfe oder Komödie der Irrungen zu sehen war. In den Folgejahren trat Widdra am TIF Dresden, am Theater Kiel, am Mainfranken Theater Würzburg und bei den Schlossfestspielen in Neersen auf, häufig gastierte sie daneben auch an Berliner Bühnen wie den Sophiensælen, dem theater 89 oder dem Theater unterm Dach. Sie verkörperte die Titelrolle in Schillers Maria Stuart, war die Gräfin Olivia in Was ihr wollt von William Shakespeare oder Kathrine Stockmann in Ibsens Volksfeind.
Seit ihrem Kameradebüt in der Tatort-Folge Wenn Frauen Austern essen im Jahr 2003 ist Antje Widdra regelmäßiger Gast im Fernsehen. Neben einigen Kurzfilmen hatte sie Rollen in weiteren Tatort-Episoden, 2008 spielte sie eine der Hauptrollen in dem auf dem Max-Ophüls-Festival in Saarbrücken ausgezeichneten Film Selbstgespräche. Im Jahr darauf war sie in acht Folgen die Lehrerin Veronika Bäumler in der RTL-Comedyserie Der Lehrer, ferner sah man Widdra unter anderem gastweise in den SOKO-Ablegern aus Leipzig, Wismar und Köln.
Antje Widdra lebt in Berlin.

## Filmografie (Auswahl)
- 2003: Tatort – Wenn Frauen Austern essen
- 2004: Verrückt nach Markus Werner (Kurzfilm)
- 2005: Was Sie schon immer über Singles wissen wollten
- 2006: Kopfsache (Kurzfilm)
- 2006: Spielerfrauen (Kurzfilm)
- 2007: Das Inferno – Flammen über Berlin
- 2008: Selbstgespräche
- 2008: Die Dinge zwischen uns
- 2008: In aller Freundschaft – Folge 407: Die Kraft der Gefühle
- 2009: Notruf Hafenkante – Trennung in Freundschaft
- 2009: Crashpoint – 90 Minuten bis zum Absturz
- 2009: Der Lehrer (8 Folgen als Veronika Bäumler)
- 2010: Westflug – Entführung aus Liebe
- 2010: Interview (Kurzfilm)
- 2010: Tatort – Nie wieder frei sein
- 2011: Born Ready (Kurzfilm)
- 2011: Großstadtrevier – Diebe in der Nacht
- 2011, 2024: SOKO Leipzig – Im Schattenreich, Um ein Haar
- 2011: Die Rosenheim-Cops – Ein Fall von Blattschuss
- 2011: Tatort – Jagdzeit
- 2012: Heiter bis tödlich: Nordisch herb – Supermans Finger
- 2012: SOKO Wismar – Vatertag
- 2012: SOKO Köln – Blaulicht
- 2013: Kopfüber
- 2013: Tatort – Machtlos
- 2013: Küstenwache – Rache, kalt serviert
- 2013: Heiter bis tödlich: Alles Klara – Laubenpieper
- 2014: Weiter als der Ozean
- 2014: Polizeiruf 110 – Abwärts
- 2015: Bettys Diagnose – Geheimnisse
- 2015: In aller Freundschaft – Ohne Netz und doppelten Boden
- 2015: Herzensbrecher – Vater von vier Söhnen – Die Anleitung
- 2016: Notruf Hafenkante – Vorsicht Vergangenheit
- 2018: Heldt – Täuschungen
- 2018: Letzte Spur Berlin – Liebesverrat
- 2018: Notruf Hafenkante – Die Tirana-Connection
- 2019: SOKO Wismar – Aus der Kurve
- 2020: Die Läusemutter
- 2020: Sekretärinnen – Überleben von 9 bis 5
- 2022: SOKO Wismar – Tod ahoi!
- 2022: Ella Schön: Das Glück der Erde
- 2023: In aller Freundschaft – Die jungen Ärzte – Heiß und kalt
- 2023: Rentnercops – Geschmackssache
- 2025: Ghosts (Fernsehserie)